# 猪口孝
猪口 孝（いのぐち たかし、1944年〈昭和19年〉1月17日 - 2024年〈令和6年〉11月27日）は、日本の国際政治学者。東京大学名誉教授。専門は、政治学・国際関係論。政治学博士（マサチューセッツ工科大学、1974年）。新潟県立大学学長兼理事長、国際連合大学上級副学長などを歴任。

## 経歴
新潟県新潟市生まれ。東京大学から米国マサチューセッツ工科大学に進み、博士号を取得する。
1982年、『国際政治経済の構図』でサントリー学芸賞受賞。1987年に大嶽秀夫、村松岐夫ともに雑誌『レヴァイアサン』を共同で創刊し、実証主義的政治学の発展に貢献した。
2000年から2002年まで日本国際政治学会理事長を務める。
2018年、日本政治法律学会より現代政治学会賞を受賞。
2023年、秋の叙勲において瑞宝中綬章を受章した。
英文の学術雑誌である、Japanese Journal of Political Science（Cambridge University Press）、International Relations of the Asia-Pacific（Oxford University Press）、Asian Journal of Comparative Politics（SAGE Publications）および Asian Journal for Public Opinion Research（open access journal）の創刊編集長を務めた。

### 死去
2024年11月27日、東京都文京区小石川の自宅マンションで火災が発生し、2人の遺体が発見された。妻の邦子と次女は外出しており難を逃れたが、この時点で猪口孝と33歳の長女と連絡が取れず、遺体の身元確認作業が続いたが、同年12月1日、警視庁により、この遺体が猪口孝と長女の2人であることが確認されたことが発表された。80歳没。警視庁によれば、死因は焼死であり、出火元は応接室と推定されている。現場の焼損が激しいため、火災原因は特定されていないが、失火の疑いがあると指摘されている。

## 人物

### インテリジェンス
英語・中国語・韓国語・ロシア語など多言語に堪能。

### 主張
イラク戦争については「孤立主義が深刻になれば、日本は平和路線の転換を余儀なくされる」という認識のもと、日本政府は米国支持を堅持すべきとの主張を展開した。自衛隊のイラク派遣もまた支持した。

### 親族
父・孝吉は新潟県新発田市の商家の出身で、母・光子の実家はお寺の住職であった。妻は参議院議員（元上智大学教授）の猪口邦子（馴れ初めについては邦子の著書『くにこism』で確認できる）。子は娘が2人（双子）。

### 名言
「学生の間に2トンの本を読もう」という言葉を残した。

## 略歴

### 学歴
- 1959年：新潟市立寄居中学校卒業
- 1962年：新潟県立新潟高等学校卒業
- 1966年：東京大学教養学部卒業
- 1968年：同大学院修士課程修了（指導教官は衛藤瀋吉）
- 1974年：Ph.D（マサチューセッツ工科大学）

### 研究歴
- 1969年：上智大学外国語学部助手
- 1974年：同助教授
- 1977年：東京大学東洋文化研究所助教授
- 1977年 - 1978年：ジュネーヴ大学国際問題高等研究所客員教授[注釈 1]
- 1983年 - 1984年：ハーバード大学国際問題研究所客員研究員
- 1986年：オーストラリア国立大学豪日研究センター上級研究員
- 1988年：東京大学東洋文化研究所教授
- 2004年：東京大学を定年退官、名誉教授になる[注釈 2]。
- 2005年：中央大学法学部教授（同公共政策大学院教授兼任）
- 2009年：新潟県立大学学長兼理事長（ - 2017年）
- 2017年：桜美林大学アジア文化研究所 所長 兼 特別招聘教授

### 学外における役職
- 国際連合大学上級副学長（1994年 - 1996年）
- 日本学術会議会員
- 日本国際フォーラム参与[13]

## 著作

### 単著
- 『外交態様の比較研究――中国・英国・日本』（巌南堂書店, 1978年）
- 『国際政治経済の構図――戦争と通商にみる覇権盛衰の軌跡』（有斐閣, 1982年）
- 『現代日本政治経済の構図――政府と市場』（東洋経済新報社, 1983年）
- 『社会科学入門――知的武装のすすめ』（中央公論社［中公新書］, 1985年）
- 『国際関係の政治経済学――日本の役割と選択』（東京大学出版会, 1985年）
- 『ただ乗りと一国繁栄主義をこえて――転換期の世界と日本』（東洋経済新報社, 1987年）
- 『国家と社会』（東京大学出版会, 1988年）
- 『交渉・同盟・戦争――東アジアの国際政治』（東京大学出版会, 1990年）
- Japan's International Relations, (Pinter, 1991).
- 『現代国際政治と日本――パールハーバー50年の日本外交』（筑摩書房, 1991年）
- 『現代日本外交――世紀末変動のなかで』（筑摩書房, 1993年）
- 『日本――経済大国の政治運営』（東京大学出版会, 1993年）
- 『アジア太平洋の戦後政治』（朝日新聞社［朝日選書］, 1993年）
- Japan's Foreign Policy in an Era of Global Change, (Pinter, 1993).
- 『世界変動の見方』（筑摩書房［ちくま新書］, 1994年）
- 『政治学者のメチエ』（筑摩書房, 1996年）
- 『アメリカ大統領の正義』（NTT出版, 2000年）
- Global Change: A Japanese Perspective, (Palgrave, 2001).
- 『地球政治の構想』（NTT出版, 2002年）
- 『アジア・太平洋世界』（筑摩書房, 2002年）
- 『現代日本政治の基層』（NTT出版, 2002年）
- 『日本政治の特異と普遍』（NTT出版, 2003年）
- 『「国民」意識とグローバリズム――政治文化の国際分析』（NTT出版, 2004年）
- 『国際政治の見方――9・11後の日本外交』（筑摩書房［ちくま新書］, 2005年）
- Japanese Politics: An Introduction, (Trans Pacific Press, 2005).
- 『トンボとエダマメ論――何が夢をかなえるのか』（西村書店, 2007年）
- 『シリーズ国際関係論(5) 国際関係論の系譜』（東京大学出版会, 2007年）
- 『英語は道具力』（西村書店, 2008年）
- 『タンポポな生き方』（西村書店, 2009年）
- 『日本政治の謎――徳川モデルを捨てきれない日本人』（西村書店, 2010年 / 新装版, 2024年）
- 『実証政治学構築への道 シリーズ「自伝」my life my world 』（ミネルヴァ書房, 2011年）
- 『現代政治学叢書2 ガバナンス』（東京大学出版会, 2012年）
- 『人生に迷ったときの自己羅針盤――五感・六感を磨け』（西村書店, 2012年）
- 『データから読むアジアの幸福度――生活の質の国際比較』（岩波書店［岩波現代全書］, 2014年）
- 『政治理論』（ミネルヴァ書房［MINERVA政治学叢書］, 2015年）
- Exit, Voice and Loyalty in Asia: Individual Choice under 32 Asian Societal Umbrellas, (Springer Singapore, 2017).
- 『実力大学をどう創るか――ある大学改革の試み』（桜美林大学出版会, 2021年）
- Typology of Asian Societies: Bottom-Up Perspective and Evidence-Based Approach, (Springer Singapore, 2022).

### 共著
- （綿貫譲治・三宅一郎・蒲島郁夫）『日本人の選挙行動』（東京大学出版会, 1986年）
- （岩井奉信）『「族議員」の研究――自民党政権を牛耳る主役たち』（日本経済新聞社, 1987年）
- （猪口邦子）『世界を読む――Book review 1990』（筑摩書房, 1990年）
- （黒川清・板垣雄三・田辺功）『日本（人）の洗濯（を）考えるエッセンス』（西村書店, 2005年）
- Political Cultures in Asia and Europe: Citizens, States and Societal Values, with Jean Blondel, (Routledge, 2006).
  - （ジャン・ブロンデル（英語版））『アジアとヨーロッパの政治文化――市民・国家・社会価値についての比較分析』（岩波書店, 2008年）
- Citizens and the State: Attitudes in Western Europe and East and Southeast Asia, with Jean Blondel, (Routledge, 2008).
- （ジャン・ブロンデル）『現代市民の国家観――欧亜18カ国調査による実証分析』（東京大学出版会, 2010年）
- （ドーチュル・シン）『東アジアのクオリティ・オブ・ライフ』（西村書店, 2011年）
- The Quality of Life in Asia: A Comparison of Quality of Life in Asia, with Seiji Fujii, (Springer Dordrecht, 2012).
- The Development of Global Legislative Politics: Rousseau and Locke Writ Global, with Lien Thi Quynh Le, (Springer Singapore, 2019).
- Digitized Statecraft in Multilateral Treaty Participation: Global Quasi-Legislative Behavior of 193 Sovereign States, with Lien Thi Quynh Le, (Springer Singapore, 2021).
- Digitized Statecraft of Four Asian Regionalisms: States' Multilateral Treaty Participation and Citizens' Satisfaction with Quality of Life, with Lien Thi Quynh Le, (Springer Singapore, 2023).

### 編著
- Japan's Asian Policy: Revival and Response, (Palgrave, 2002).
- 『日本のアジア政策――アジアから見た不信と期待』（NTT出版, 2003年）
- 『国際関係リーディングズ』（東洋書林, 2004年）
- 『アジア学術共同体――構想と構築』（NTT出版, 2005年）
- Human Beliefs and Values in Incredible Asia: South and Central Asia in Focus Country Profiles and Thematic Analyses Based on the AsiaBarometer Survey of 2005, (明石書店, 2008)
- 『アジア・バロメーター 南アジアと中央アジアの価値観――アジア世論調査（2005）の分析と資料』（明石書店, 2009年）
- Human Beliefs and Values in East and Southeast Asia in Transition: 13 Country Profiles on the Basis of the AsiaBarometer Surveys of 2006 and 2007, (明石書店, 2009)
- 『アジアの情報分析大事典――幸福・信頼・医療・政治・国際関係・統計』（西村書店, 2013年）
- Japanese and Russian Politics: Polar Opposites or Something in Common?, (Palgrave, 2015).
- Japanese and Korean Politics: Alone and Apart from Each Other, (Palgrave, 2015).

### 共編著
- The Changing International Context, co-edited with Daniel I. Okimoto, (Stanford University Press, 1988).
- The Vitality of Japan: Sources of National Strength and Weakness, co-edited with Armand Clesse（ルクセンブルク語版）, E. B. Keehn and J. A. A. Stockwin（英語版）, (Palgrave Macmillan（英語版）, 1997).
- Japanese Politics Today: Beyond Karaoke Democracy?, co-edited with Purnendra Jain, (Macmillan Education Australia, 1997).
- North-East Asian Regional Security: the Role of International Institutions, co-edited with Grant B. Stillman, (United Nations University Press, 1997).
- （P・グレビッチ、C・プリントン）『冷戦後の日米関係――国際制度の政治経済学』（NTT出版, 1997年）
- The Changing Nature of Democracy, co-edited with Edward Newman and John Keane, (United Nations University Press, 1998).
  - （エドワード・ニューマン（英語版）、ジョン・キーン）『現代民主主義の変容――政治学のフロンティア』（有斐閣, 1999年）
- Cities and the Environment: New Approaches for Eco-societies, co-edited with Edward Newman and Glen Paoletto, (United Nations University Press, 1999).
- International Security Management and the United Nations, co-edited with Muthiah Alagappa, (United Nations University Press, 1999).
- Democracy, Governance, and Economic Performance: East and Southeast Asia, co-edited with Ian Marsh and Jean Blondel, (United Nations University Press, 1999).
- Japanese Foreign Policy Today: A Reader, co-edited with Purnendra Jain, (Palgrave, 2000).
- American Democracy Promotion: Impulses, Strategies, and Impacts, co-edited with Michael Cox and G. John Ikenberry, (Oxford University Press, 2000).
  - （マイケル・コックス、G・ジョン・アイケンベリー）『アメリカによる民主主義の推進――なぜその理念にこだわるのか』（ミネルヴァ書房, 2006年）
- （大澤真幸・岡沢憲芙・山本吉宣・スティーブン・R・リード（英語版））『政治学事典』（弘文堂, 2000年）
- Reinventing the Alliance: U. S.-Japan Security Partnership in an Era of Change, co-edited with G. John Ikenberry, (Palgrave Macmillan, 2003).
- Global Governance: Germany and Japan in the International System, co-edited with Saori N. Katada and Hanns W. Maull, (Ashgate, 2004).
- （ミゲル・バサネズ（英語版）・田中明彦・ティムール・ダダバエフ）『アジア・バロメーター 都市部の価値観と生活スタイル――アジア世論調査(2003)の分析と資料』（明石書店, 2005年）
- （田中明彦・恒川惠市・薬師寺泰蔵・山内昌之）『国際政治事典』（弘文堂, 2005年）
- The Uses of Institutions: The U.S., Japan, And Governance in East Asia, co-edited with G. John Ikenberry, (Palgrave, 2007).
- Governance and Democracy in Asia, co-edited with Matthew Carlson, (Trans Pacific Press, 2007).
- （田中明彦・園田茂人・ティムール・ダダバエフ）『アジア・バロメーター 躍動するアジアの価値観――アジア世論調査(2004)の分析と資料』（明石書店, 2007年）
- Globalisation, Public Opinion and the State: Western Europe and East and Southeast Asia, co-edited with Ian Marsh, (Routledge, 2008).
- （マシュー・カールソン）『アジアの政治と民主主義――ギャラップ調査を分析する』（西村書店, 2008年）
- The Quality of Life in Confucian Asia: From Physical Welfare to Subjective Well-Being, co-edited with Doh Chull Shin, (Springer Dordrecht, 2010).
- The U.S.-Japan Security Alliance: Regional Multilateralism, co-edited with G. John Ikenberry and Yoichiro Sato（wikidata）, (Palgrave, 2011).
- Japanese Politics Today: From Karaoke to Kabuki Democracy, co-edited with Purnendra Jain, (Palgrave, 2011).
- Political Parties and Democracy: Contemporary Western Europe and Asia, with Jean Blondel, (Palgrave, 2012).
- The Troubled Triangle: Economic and Security Concerns for The United States, Japan, and China, co-edited with G. John Ikenberry, (Palgrave, 2013).
- （猪口孝監修・編、プルネンドラ・ジェイン（wikidata）編）『現代日本の政治と外交(1) 現代の日本政治――カラオケ民主主義から歌舞伎民主主義へ』（原書房, 2013年）
- （袴田茂樹・鈴木隆・浅羽祐樹）『環日本海国際政治経済論』（ミネルヴァ書房, 2013年）
- （猪口孝監修・編、ジョン・アイケンベリー編）『現代日本の政治と外交(2) 日米安全保障同盟――地域的多国間主義』（原書房, 2013年）
- （猪口孝監修）『現代日本の政治と外交(4) 日本とドイツ――戦後の政治的変化』（原書房, 2014年）
- （猪口孝監修・編、ジョン・アイケンベリー編）『現代日本の政治と外交(5) 日本・アメリカ・中国――錯綜するトライアングル』（原書房, 2014年）
- （猪口孝監修・編、ジョン・アイケンベリー編）『現代日本の政治と外交(3) 民主主義と政党――ヨーロッパとアジアの42政党の実証的分析』（原書房, 2014年）
- （猪口孝監修）『現代日本の政治と外交(6) 日本とロシア――真逆か、相違か?』（原書房, 2015年）
- （猪口孝監修）『現代日本の政治と外交(7) 日本と韓国――互いに敬遠しあう関係』（原書房, 2015年）
- （猪口孝監修、山本吉宣・黒田俊郎編）『国際地域学の展開――国際社会・地域・国家を総合的にとらえる』（明石書店, 2015年）
- （猪口孝監修、村山伸子・藤井誠二編）『QOLと現代社会――「生活の質」を高める条件を学際的に研究する』（明石書店, 2017年）
- Trust with Asian Characteristics: Interpersonal and Institutional, co-edited with Yasuharu Tokuda, (Springer Singapore, 2017).

### 訳書
- デイヴィッド・ヘルド編『論争グローバリゼーション――新自由主義対社会民主主義』（岩波書店, 2007年）
- ロバート・パットナム編著『流動化する民主主義――先進8ヵ国におけるソーシャル・キャピタル』（ミネルヴァ書房, 2013年）
- キャロル・グラハム（英語版）著『人類の幸福論――貧しくても幸せな人と裕福でも不満な人』（西村書店, 2017年）